# 工具箱

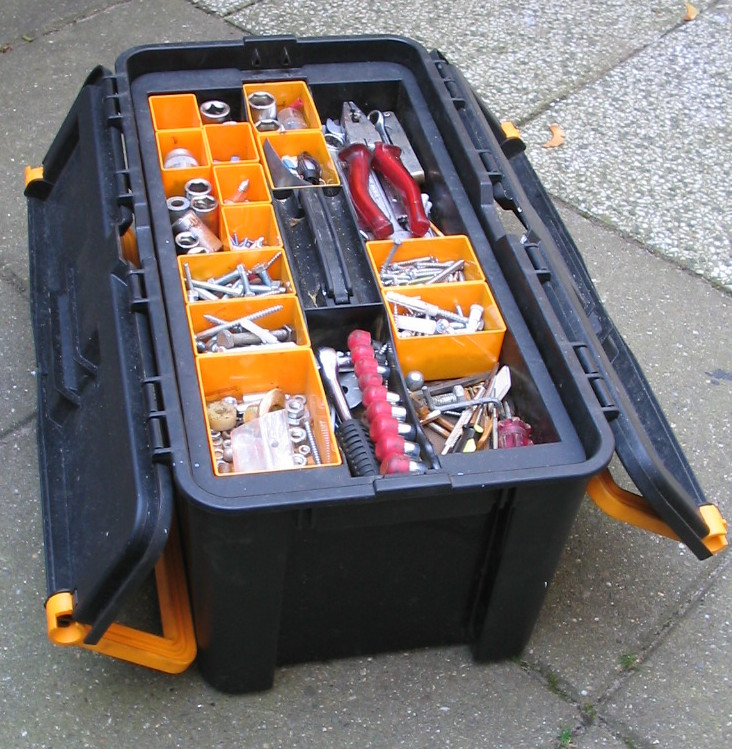
樹脂製トレー付き工具箱を開けた状態

工具箱（こうぐばこ、toolbox）とは、工具を収納する箱。主に持ち運び可能な小型のものを指すが、大型のものや箱型をしていない工具収納具も含めて工具箱と呼ぶことがある。
収納する対象、用途、材質などで様々な種類が存在する。

## 種類

### 据え置きを前提としたもの
チェスト
引き出し式の工具箱であって、天面に蓋があり、蓋を開けた部分にも収納部があるもの。引き出しの一段が薄く（深さが無い）多数設けられているため、深さのある工具箱と違って工具を平面的に収納でき、工具の種類ごとに収納する引き出しを変えられるため、整理整頓がしやすい。
持ち運び可能な小型のものから、収納量が豊富な大型のものまで多くのサイズが用意されている。赤いものが多い。
キャビネット
引き出し式の工具箱であって、天面に収納部を備えていないもの。収納量を増やすためにローラーキャビネットとチェストの間に設置されることが多い。ミドルチェストとも呼ばれる。
ローラーキャビネット
キャビネットにキャスターが付けられたもの。大型で収納量も多いため、キャスターが付いているものの移動することはあまりない。天面がフラットになっており、作業台として使用したり、上にチェストを載せて収納量を増やせる。
壁掛けタイプ
薄い箱状の本体に工具を掛けられるフックが多数取り付けられている。収納する工具に合わせてフックが移動可能であったり、収納する工具に合わせたシルエットが描かれているものがある。

### 移動・持ち運びを前提としたもの
ワゴンタイプ
キャスターが付けられ、工具を載せたまま移動が可能なもの。ローラーキャビネットとは異なり、移動することを前提に作られている。自動車整備工場などでは一人一人に専用のピットが与えられるわけではなく、作業者は作業の度に移動を強いられる。その際、ローラーキャビネットでは機動性に乏しく、手持ちタイプの工具箱では収納量に乏しいため、その間を補完する目的で使用される。
手持ちタイプ
最も一般的な工具箱。収納量は少ないが軽量で手軽なため、一般家庭やプロ整備士の出張用として用いられる。ヒンジが上蓋の片方にだけ取り付けられた片開きタイプや、上蓋が分割して開く両開きタイプ(観音開きタイプ)、引き出し型タイプ、取り外し可能なトレー付きタイプ、キャリーバックタイプやバックパックタイプ等がある。また、材質は頑丈で耐久性に優れた金属製のもの、軽量で安価なプラスチック製、軽量でソフトなナイロン製、長く使うほど馴染む本革製などがある。

### 積載場所に作り付けられたもの

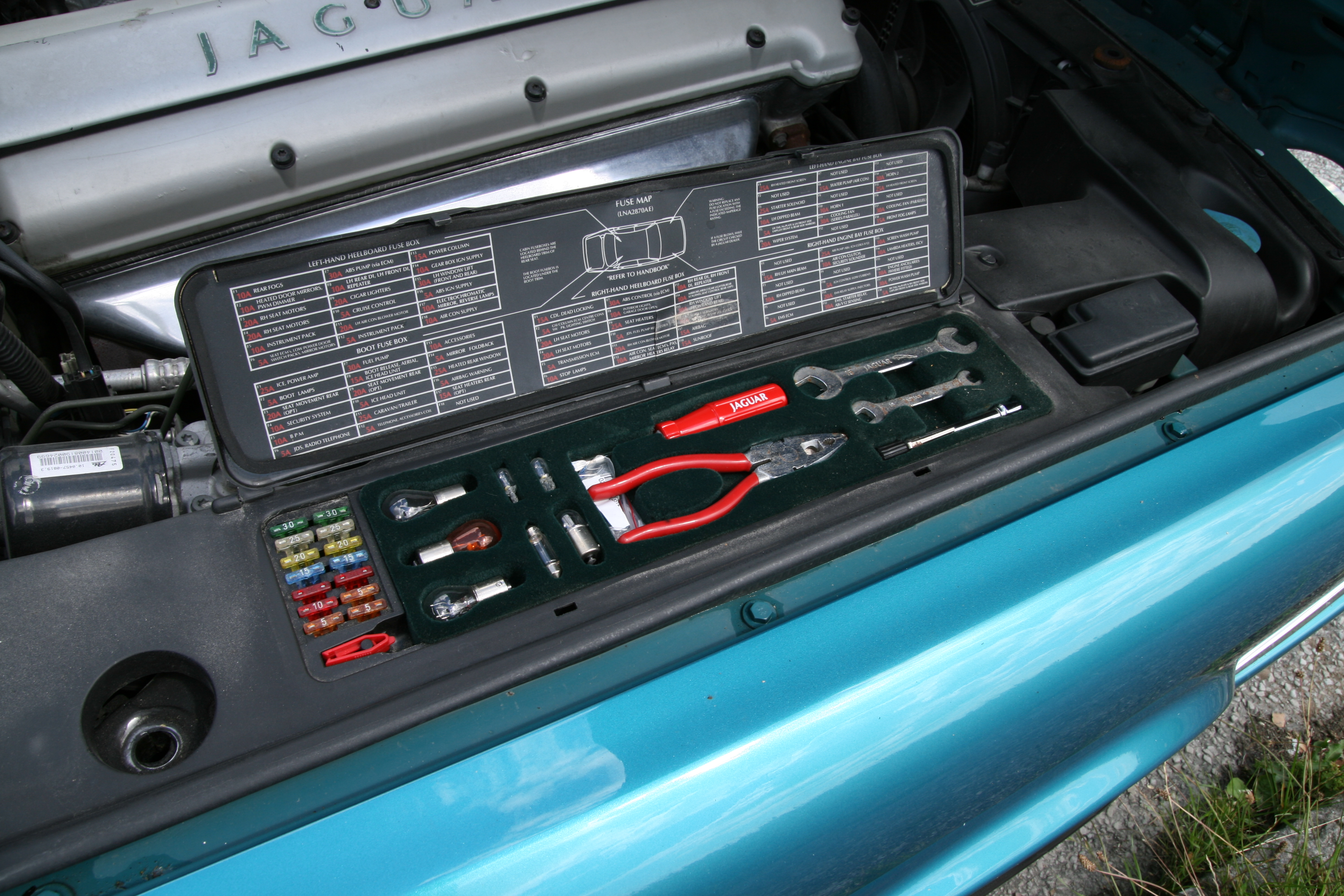
高級乗用車の車体に作りつけられた工具箱

自動車などの乗り物は、移動先でも使用できるよう整備用工具を積載する。そのための工具箱があらかじめ作り付けられているものがある。

## 主なメーカー
- KTC
- TONE
- Snap-on
- マックツールズ (Mac Tools)
- ファコム (FACOM)